# Cut Above the Rest
Cut Above the Rest je sedmé studiové album anglické rockové skupiny Sweet. Vydáno bylo v říjnu roku 1979 společnostmi Polydor Records (Evropa) a Capitol Records (USA). Každá z verzí měla odlišný obal. Jde o první album kapely, na němž se nepodílel zpěvák Brian Connolly. Původně však se skupinou desku nahrávat začal, ale nakonec byly jeho party přezpívány ostatními členy.

## Seznam skladeb
1. Call Me – 3:42
2. Play All Night –3:15
3. Big Apple Waltz – 4:03
4. Dorian Gray – 4:44
5. Discophony (Dis-Kof-O-Ne) – 5:25
6. Eye Games – 1:58
7. Mother Earth – 6:31
8. Hold Me – 6:06
9. Stay with Me – 5:06

## Obsazení
Sweet
- Steve Priest – baskytara, harmonika, zpěv, doprovodné vokály
- Andy Scott – kytara, syntezátor, zpěv, doprovodné vokály
- Mick Tucker – bicí, perkuse, zpěv, doprovodné vokály

Ostatní hudebníci
- Eddie Hardin – klavír
- Gary Moberley – klavír
- Geoff Westley – klavír